# Aleurolobus setigerus
Aleurolobus setigerus là một loài côn trùng cánh nửa trong họ Aleyrodidae, phân họ Aleyrodinae.
Aleurolobus setigerus được Quaintance & Baker miêu tả khoa học đầu tiên năm 1917.